# SC Sagamihara
SC Sagamihara (SC相模原 SC Sagamihara?) es un club de fútbol de Japón ubicado en la ciudad de Sagamihara, en la Prefectura de Kanagawa que juega en la J3 League.

## Historia
Fue fundado en 2008 y juega en la J2 League. En 2011 se unió a la Segunda División de la Liga Regional del Kanto después de tres años consecutivos de ascensos a través de la Liga Prefectural de Kanagawa. En 2012 ganó la Serie de Promoción Regional y subió a la Japan Football League (JFL). Desde 2014 pertenece a la J3 League, categoría establecida en esa temporada.

## Uniforme
- Uniforme titular: Camiseta verde, pantalón blanco, medias verdes.
- Uniforme alternativo: Camiseta gris, pantalón blanco, medias grises.

| Titular | Alternativo |

## Jugadores

### Jugadores destacados
La siguiente lista recoge algunos de los futbolistas más destacados de la entidad.
| Japón - Hiromasa Kanazawa (2010-2011) - Kota Amano (2011-2016) - Kyosuke Narita (2015-2016) - Hideyuki Akai (2016) |

## Récord
| Año  | Div. | Eqs. | Pos. | Asistencia/P | Copa del Emperador |
| ---- | ---- | ---- | ---- | ------------ | ------------------ |
| 2014 | J3   | 12   | 6    | 3.133        | No clasificó       |
| 2015 | J3   | 13   | 4    | 3.291        | No clasificó       |
| 2016 | J3   | 16   | 11   | 4.344        | No clasificó       |

Notas
- Eqs. = Número de equipos
- Pos. = Posición en liga
- Asistencia/P = Asistencia por partido
- Fuente: J. League Data Site

## Rivalidades
Derbi de Kanagawa
Este es el derbi que disputan los equipos que pertenecen a la prefectura de Kanagawa, actualmente el encuentro más importante es el del Yokohama F. Marinos y el Kawasaki Frontale. Otros equipos que se consideran dentro de este derbi son el Shonan Bellmare, Yokohama FC, YSCC Yokohama, y SC Sagamihara. Antiguamente fueron parte de este el Verdy Kawasaki y el Yokohama Flügels.
Batalla Marcial
Este partido también conocido como la Batalla Busou en Sagamihara y Batalla Soubu en Machida, es un encuentro entre los equipos de las ciudades de cada lado el río Sakai (el cual divide las prefecturas de Tokio y Kanagawa) en donde se enfrentan el Machida Zelvia y el SC Sagamihara.

## Palmarés

### Títulos nacionales
- Liga Japonesa de Ascenso (1): 2012
- Campeonato Nacional de Clubes de Fútbol (1): 2008